# Potée (industrie)
Pour les articles homonymes, voir Potée.
Une potée est, dans les procédés de fabrication, une pâte qui n'entre pas dans la composition du produit, mais est essentielle à sa réalisation et à sa qualité.

## Marbrerie
En marbrerie, la potée est une substance qui servait à donner le lustre au marbre - Il y en avait de deux sortes : la potée rouge, qui était composée de salpêtre, sulfate de fer, à laquelle, en l'employant, on mêlait du noir ; la potée grise qui était de l'étain oxydé par l'eau-forte réduit en poudre : celle-ci était destinée aux marbres blancs. On a fait encore une troisième sorte de potée commune avec des os de mouton calcinés et réduits en poudre.
La boue d'émeri constituait une potée qui se formait sous les roues ou meules et dont les lapidaires se servent pour tailler les pierres - On l'employait pour polir le marbre.

## Miroiterie
En miroiterie, la potée est une pâte composée d'acide sulfurique (acide vitriolique), de sulfate de fer (couperose verte) et de sel marin, dont on enduisait l'instrument servant à polir ou à lustrer la glace. Le polissage des glaces et miroirs se faisait avec un instrument en bois monté de deux poignées, garni dessous de lisières ou autres morceaux de laine que l'on humidifiait, et que l'on enduisait de la potée.